# 薩拉科格魯球場

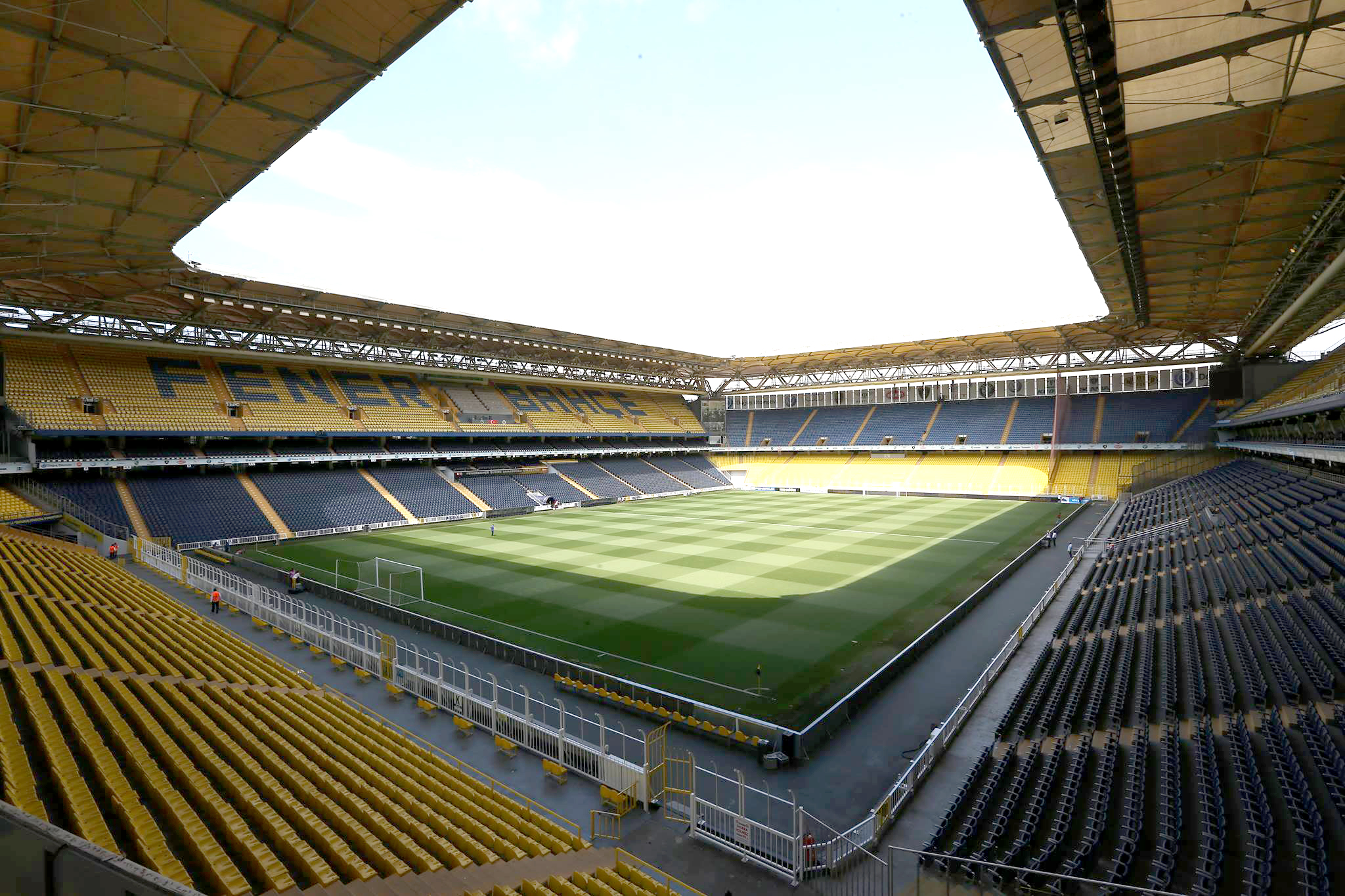
编辑“薩拉科格魯球場

薩拉科格魯球場，亦称许克吕·萨拉吉奥卢体育场（土耳其语：Şükrü Saracoğlu Stadyumu），是一個位於土耳其伊斯坦堡的足球場，同時它是土耳其足球球會費倫巴治體育會的主場，以土耳其政治家许克吕·萨拉吉奥卢命名。2006年10月4日，欧洲足协經過多次審議後，決議薩拉科格魯球場是最後一屆2008–09年欧洲联盟杯的決賽場地，德國球隊雲達不來梅及烏克蘭球隊顿涅茨克矿工於2009年5月21日在這個場地爭奪冠軍殊榮。薩拉科格魯球場的總入場人數為53586人